# Moud Goba
Moud Goba (Harare?, 1980/1981) é uma ativista pelos direitos humanos e direitos LGBTIQ+ zimbabuense. Moud é refugiada no Reino Unido, onde chegou jovem procurando asilo fugindo do Zimbabue depois de anos de assédio moral por ser lésbica. Foi nomeada uma das 100 pessoas LGBTIQ+ mais influentes do Reino Unido e incluída na lista 100 Women da BBC do ano 2022.

## Biografia
Cresceu em Harare, onde passou por experiências desumanizantes e isolantes e a estigma lhe provocou sentimentos de vergonha. Em 2001, quando tinha 20 anos, temendo pela sua vida sob o regime de Robert Mugabe, decidiu se mudar para o Reino Unido para poder estudar e viver abertamente como lésbica.
Durante os anos posteriores à sua chegada, tentou conseguir um visto de estudo para poder permanecer no país de maneira legal e segura; quando a sua solicitação foi aceita, foi cursar Estudos de surdos: Comunidade e Educação, que lhe abriu muitas portas.
Em 2008, pediu asilo e dois anos mais tarde concederam-lhe o status de refugiada. Naquele mesmo ano, contudo, tinham-no negado por não ter apresentado prova da sua sexualidade ou identidade de gênero queo Ministério do Interior britânico demandava. Goba, que enquanto vivia em Zimbabwe tinha de esconder o seu verdadeiro eu, tinha tido que destruir qualquer coisa que pudesse revelar a sua sexualidade.
Como solicitante de asilo, até o fim de 2013 não lhe foi permitido trabalhar, apesar de ter experiência prévia na sua terra natal como secretária, dirigindo uma pequena empresa de roupa, e como trabalhadora social. A mudança veio através da Micro Rainbow, uma organização que oferece apoio aos solicitantes de asilo e refugiados LGBTIQ+, onde obteve assessoramento e também conseguiu um trabalho para ajudar pessoas na mesma situação.
É mãe juntamente com a sua mulher de um rapaz nascido no ano 2009.

## Ativismo
Pouco depois da sua chegada ao Reino Unido tornou-se uma das pessoas que fundaram o UK Black Pride, a maior entidade europeia para pessoas LGBTIQ+ de origem africana, caribenha, latinoamericana, asiática e do oriente médio; lá encontrou a ajuda que precisava por descobrir a sua identidade e poder se expressar em plenitude. No ano 2022, possuia o cargo de presidenta da junta diretiva de UK Black Pride.
Durando quase 20 anos, trabalhou em organizações de base que promovem a integração dos refugiados ao país. Em 2022, era gerente da secção britânica de uma organização LGBTIQ+ que aborda a pobreza desta comunidade em todo o mundo e que oferece um refúgio seguro a solicitantes de asilo e refugiados do coletivo, Micro Rainbow International. Lá Goba participa no programa de empregabilidade e dirige o projeto de moradia segura, que oferece alojamento a 25.000 pessoas LGBTIQ+ sem lar anualmente.
Também trabalhou para o grupo de imigração de lésbicas e gays do Reino Unido e geriu o processo de integração de pessoas LGBTQ+ afegãs chegadas ao país. A ativista apoia às mulheres que estão em centros de detenção para imigrantes e a The Fruto Basket, uma organização sul-africana que trabalha com migrantes trans e refugiados.
Em 2015, foi nomeada uma das 100 pessoas LGBTIQ+ mais influentes do Reino Unido por The Independente e em 2017 recebeu o prêmio Attitude Pride. Pelo seu trabalho como ativista foi incluída pela BBC na sua lista 100 Women do ano 2022.
Em 2022 fez parte do desfile pelos direitos dos LGBTIQ+ na abertura dos Jogos da Commonwealth, ao estádio Alexander de Birmingham, junto a outros cinco ativistas e o saltador inglês Tom Daley.